# Thad Jones
Thaddeus Joseph Jones (* 28. März 1923 in Pontiac, Michigan; † 20. August 1986 in Kopenhagen, Dänemark) war ein US-amerikanischer Jazztrompeter, Kornettist, Flügelhornist, Arrangeur und Komponist und Big-Band-Leiter.

## Leben und Wirken
Jones wurde als eines von zehn Kindern in eine musikalische Familie geboren. Während sein Vater im Chor sang, gelang es seinem älteren Bruder Hank Jones als Pianist, seinem jüngeren Bruder Elvin Jones als Schlagzeuger Berühmtheit zu erlangen. Thad selbst erlernte autodidaktisch das Spiel auf der Trompete. Er trat im Alter von sechzehn Jahren professionell mit Hank Jones und Sonny Stitt auf. Zwischen 1943 und 1946,  während des Zweiten Weltkrieges, spielte er in verschiedenen Bands der US Army, wonach er bald wieder in seine Heimat zurückkehrte. Von 1950 bis 1953 war er gemeinsam mit seinem Bruder Elvin Mitglied von Billy Mitchells Quintett in Detroit, mit welchem er im Blue Bird Inn spielte. Er spielte einige Aufnahmen mit Charles Mingus ein, auf dessen Debut Label auch Jones’ erstes Album unter eigenem Namen entstand, The Fabulous Thad Jones. Von 1954 bis 1963 war er Mitglied von Count Basies Orchester, für den er auch arrangierte; als Arrangeur arbeitete er Ende der 1950er Jahre auch für Harry James. 1963 wirkte er an dem Album The Individualism of Gil Evans mit.
Danach arbeitete er u. a. mit Pepper Adams und gründete 1965 mit Mel Lewis das Thad Jones/Mel Lewis Orchestra, das in den folgenden dreizehn Jahren eine Institution der amerikanischen Jazz-Szene war. Die Band trat mit Musikern wie den Trompetern Bill Berry, Danny Stiles, Richard Williams, Marvin Stamm, Snooky Young und Jon Faddis, den Posaunisten Bob Brookmeyer, Jimmy Knepper, Quentin Jackson und Benny Powell, den Saxophonisten Jerome Richardson, Jerry Dodgion, Eddie Daniels, Joe Farrell, Pepper Adams und Billy Harper, den Pianisten Hank Jones, und Roland Hanna und den Bassisten Richard Davis und George Mraz auf.
Anfang des Jahres 1978 übersiedelte er nach Kopenhagen, wo er im März mit der Danmarks Radios Big Band im Jazzclub Montmartre auftrat und dabei mit dänischen Musikern wie Jesper Thilo und Allan Botschinsky unter anderem seine Kompositionen Tip Toe und A Good Time Was Had by All aufnahm. Weiterhin komponierte Jones für die Radio Bigband und unterrichtete Jazz am Königlich Dänischen Konservatorium, 1984 gründete er die Band Eclipse. Ende 1984 wurde ihm die Leitung des Count Basie Orchestra übertragen, die er jedoch wegen seines schlechten Gesundheitszustandes aufgeben musste.
Jones galt als hervorragender Trompeter und Improvisator. Charles Mingus urteilte, er sei „…the greatest trumpet player I’ve heard in this life“. In späteren Jahren trat er auch als Komponist hervor. Am bekanntesten wurde seine  1969er Komposition und Jazzstandard A Child Is Born. Es gab auch Gerüchte, die Komposition stamme von seinem Pianisten Roland Hanna.

## Diskographische Hinweise
Aufnahmen unter eigenem Namen
- The Fabulous Thad Jones (Debut Records/OJC, 1954) mit Frank Wess, John Dennis, Hank Jones, Charles Mingus, Kenny Clarke, Max Roach
- After Hours (Prestige Records/OJC, 1957) mit Frank Wess, Kenny Burrell, Mal Waldron, Paul Chambers, Art Taylor
- Mad Thad (Period, 1957)  mit Henry Coker, Frank Foster, Tommy Flanagan, Jimmy Jones, Doug Watkins, Elvin Jones
- Mean What You Say (Milestone Records/OJC, 1966) mit dem Pepper Adams Quintet (Duke Pearson, Ron Carter, Mel Lewis)
- Greetings and Salutations (Town Crier, 1975–1977) mit Jon Faddis, Lennart Åberg, Arne Domnérus, Bengt Hallberg, Georg Riedel, Rune Gustafsson
- Thad Jones and the Danish Radio Big Band: Live At The Montmartre – A Good Time Was Had By All
anderer Titel: Live At Montmartre, Copenhagen (Storyville, 1978) mit Idrees Sulieman, Allan Botschinsky, Jesper Thilo, NHOP.
- Eclipse (Metronome, 1979)mit Tim Hagans, Sahib Shihab, Horace Parlan, Jesper Lundgaard

Aufnahmen mit dem Thad Jones/Mel Lewis Orchestra
- All My Yesterdays: The Debut 1966 Recordings at the Village Vanguard (ed. 2016)
- Basle 1969 (TCB Records, 1969)
- Complete Solid State Recordings of the Thad Jones/Mel Lewis Orchestra (Mosaic, 1966–1970; 5-CD-Set)
- Thad Jones/Mel Lewis (LRC, 1969/70)
- Consummation (Blue Note Records, 1970)
- Village Vanguard Live Sessions (LRC, 1970)

## Sammlung
- The Complete Solid State Recordings of the Thad Jones/Mel Lewis Orchestra (1966-1970) - (Mosaic - 1994) - 7 LPs oder 4 CDs mit Bill Berry, Richard Williams, Bob Brookmeyer, Tom McIntosh, Jerome Richardson, Jerry Dodgion, Joe Farrell, Eddie Daniels, Pepper Adams, Hank Jones, Richard Davis, Snooky Young, Marvin Stamm, Garnett Brown, Phil Woods, Roland Hanna, Jimmy Cleveland, Jimmy Knepper, Seldon Powell, Eddie Bert, Benny Powell, Joe Temperley, Al Porcino, Julius Watkins, Howard Johnson, Billy Harper, Richie Kamuca